# بورشتورف
بورشتورف (به آلمانی: Borstorf) یک شهر در آلمان است که در هرتسوگتوم لاونبورگ واقع شده‌است. بورشتورف ۲۹۲ نفر جمعیت دارد.